# Rio Nenana
O rio Nenana é um rio afluente do Rio Tanana, no Alasca. Drena uma área da vertente norte da cordilheira do Alasca no lado sul do vale de Tanana a sudoeste de Fairbanks.
Este rio é um dos destinos mais populares para o rafting em águas bravas no Alasca.